# Pertamina
PT Pertamina (Persero) je indonéská společnost zabývající se těžbou, zpracováním a distribucí ropy a zemního plynu. Sídlí na náměstí Medan Merdeka v Jakartě a plánuje se její přesun do mrakodrapu Pertamina Tower, jehož výstavba je však ve skluzu. Pertamina je akciovou společností ve vlastnictví státu. Má třináct a půl tisíce zaměstnanců a je jedinou indonéskou společností zastoupenou na seznamu Fortune Global 500. V čele firmy stojí od roku 2018 Nicke Widyawati. Pertamina ma 27 poboček, provozuje šest rafinerií a síť čerpacích stanic.  

## Historie
V roce 1957 došlo ke znárodnění indonéské pobočky Royal Dutch Shell a v roce 1960 byl vyhlášen státní monopol na těžbu ropy a zemního plynu. V roce 1968 bylo schváleno sloučení společností Permina a Pertamin do jednoho celku nazvaného Perusahaan Pertambangan Minyak dan Gas Bumi Negara (Státní společnost pro těžbu ropy a zemního plynu), zkráceně Pertamina. Za Suhartovy vlády zisky i díky ropnému šoku rostly, avšak vinou rozsáhlé korupce se firma v roce 1975 dostala do platební neschopnosti a musela být zachráněna státní subvencí. Monopolní postavení skončilo v roce 2001, v roce 2008 přestala být Indonésie v produkci paliv soběstačná a vystoupila z Organizace zemí vyvážejících ropu. Firma se proto od roku 2006 věnuje také využívání geotermální energie. K roku 2020 byla Pertamina třetím největším producentem ropy v Indonésii po zahraničních firmách ExxonMobil a Chevron.
Firma založila v Bandungu školu pro těžařské odborníky. Od roku 2015 je Pertamina partnerem automobilky Lamborghini. Také sponzoruje Velkou cenu Indonésie silničních motocyklů.
Pertamina bývá kritizována za porušování práv zaměstnanců, nedodržování bezpečnostních předpisů a ohrožování životního prostředí. V březnu roku 2018 došlo k úniku ropy z rafinerie v Balikpapanu do okolních mangrovů, kde žije ohrožená orcela tuponosá.
V roce 2022 Pertamina oznámila záměr nakoupit ropu v Rusku, neboť její cena poklesla v důsledku mezinárodních sankcí zavedených po invazi na Ukrajinu.